# Romano Bilenchi
Romano Bilenchi (* 9. November 1909 in Colle di Val d’Elsa, Provinz Siena; † 18. November 1989 in Florenz) war ein italienischer Journalist und Schriftsteller, der sowohl mit dem Premio Viareggio als auch mit dem Antonio-Feltrinelli-Preis ausgezeichnet wurde.

## Leben
Bilenchi war zunächst als Journalist tätig und neben Ranuccio Bianchi Bandinelli, Romano Cesare Luporini und Marta Chiesi Mitbegründer der Zeitschrift Società. In den 1930er Jahren gehörte er zu den Gästen des berühmten Literatencafés Le Giubbe Rosse in Florenz und knüpfte dort Kontakte zu einigen der zu jener Zeit prominentesten Dichter und Intellektuellen wie Carlo Bo, Antonio Delfini, Carlo Emilio Gadda, Tommaso Landolfi, Mario Luzi und Eugenio Montale. 
Als es Anfang der 1930er Jahre zu einer Literaturkontroverse im italienischen Neorealismus kam, gehörte er neben Carlo Bernari und Cesare Pavese zu denjenigen, die den Stil von Vincenzo Cardarelli, Emilio Cecchi, Ardengo Soffici und Giuseppe Prezzolini als selbstreferenziell und zu formal (contenutismo versus formalismo) angriffen.
Bei Beginn des Spanischen Bürgerkrieges plante er 1936 mit seinen Freunden Elio Vittorini und Vasco Pratolini eine Kriegsteilnahme zur Unterstützung der republikanischen Franco-Gegner. 
Während seiner schriftstellerischen Karriere verfasste er zahlreiche Romane und Erzählungen, die zum Teil autobiografisch geprägt waren wie Die unmöglichen Jahre, in dem er sein Leben zwischen 1909 und 1925 schilderte. 1972 erhielt er für Il bottone di Stalingrado den Premio Viareggio. Darüber hinaus wurde ihm 1982 der Antonio-Feltrinelli-Preis verliehen.
Zu seinen bekanntesten Veröffentlichungen, die teilweise posthum auch in deutscher Übersetzung erschienen, gehören:
- Terzett, Erzählungen, 1964
- Die unmöglichen Jahre. Eine Familiengeschichte aus der Toskana, ISBN 3-8031-0173-5, 1990 (Originaltitel Gli anni impossibili)
- Anna und Bruno, Erzählungen, ISBN 3-8031-3103-0, 1991 (Originaltitel Anna e Bruno, 1938)
- Mein Vetter Andrea : Geschichten aus der Toskana, Anthologie, ISBN 3-8031-2353-4, 1999